# Кинкосес, Хасинто
Хаси́нто Франси́ско Ферна́ндес де Кинко́сес Ло́пес де Арби́на (исп. Jacinto Francisco Fernández de Quincoces López de Arbina; Баракальдо, 17 июля 1905 — Валенсия, 10 мая 1997) — испанский футболист и тренер, а также президент Федерации пелоты Валенсии.

## Карьера игрока
В профессиональном футболе Кинкосес дебютировал в 1920 году, выступая за команду «Депортиво Алавес», в которой провёл десять сезонов, приняв участие как минимум в 18 матчах чемпионата. В 1930 году перешёл в клуб «Реал Мадрид». В составе «королевского клуба» дважды завоёвывал титул чемпиона Испании. Там же завершил профессиональную карьеру футболиста в 1942 году.
Он сыграл 25 матчей за сборную Испании с 1928 по 1936 год и был в составе команды Испании, которая поехала на чемпионат мира по футболу 1934.

## Карьера тренера
Кинкосес начал тренерскую карьеру в 1941 году, возглавив тренерский штаб «Реал Сарагоса». В 1945 году на протяжении всего двух матчей (оба против Португалии) был исполняющим обязанности тренера национальной сборной Испании. В дальнейшем руководил своим бывшим клубом, «Реалом», «Валенсией», «Атлетико Мадрид» и снова «Сарагосой». Завершил тренерскую карьеру, вернувшись в «Валенсию» в сезоне 1958/59.

## Президент ФПВ
Так как Кинкосес играл в баскскую пелоту до занятия профессиональным футболом, франкисты назначили его после окончания карьеры президентом Федерации пелоты Валенсии. Они полагали, что у басков и валенсийцев были похожие игры в мяч руками. Кинкосес заявлял в прессе несколько раз, что не желал занимать эту должность, но во время его работы (конец 60-х — начало 70-х годов) он предпринял ряд мер, которые помогли развитию валенсийской пелоты. В частности, он обязал залы, принимавшие профессиональные турниры, проводить также и молодёжные соревнования. Таким образом он сделал вклад в воспитание таких будущих игроков в пелоту, как Пако Кабаньес Пастор и Хате де Карле.